# Dunlop Tyres

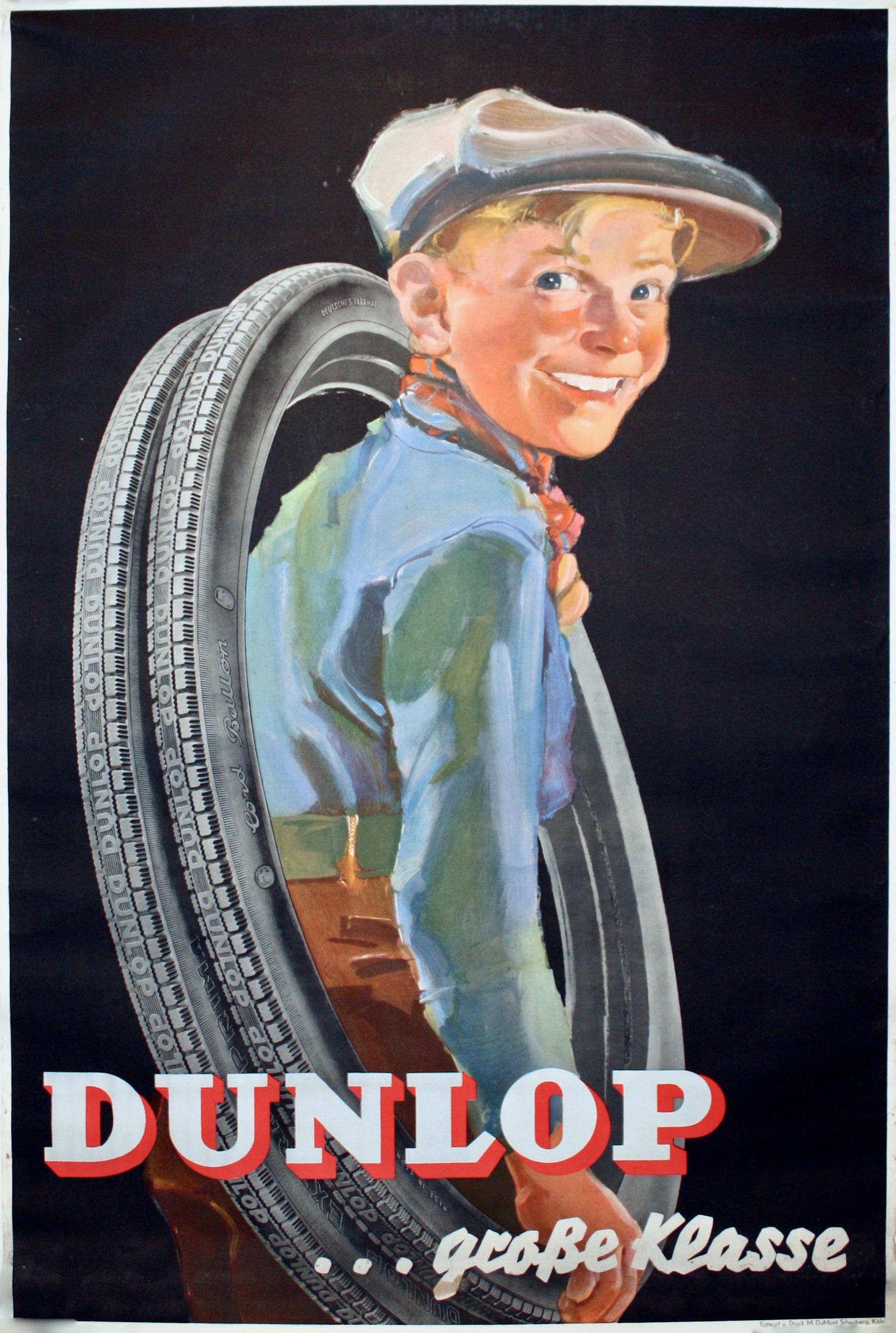
Dunlop reclame (1925)

Dunlop Tyres is een Britse bandenfabrikant, voor 75% in handen van het Amerikaanse Goodyear. Dunlop is tegenwoordig vooral bekend van de verschillende raceklassen waar het banden aan levert, zoals de MotoGP en 24 uur van Le Mans-teams.
In 1985 splitste Dunlop Tyres zich af van Dunlop Rubber, fabrikant van onder andere tennisballen. Dunlop Tyres werd verder gerund door het Japanse Sumitomo, Dunlop Rubber bleef zelfstandig. In 1999 verkocht Sumitomo 75% van het bedrijf aan Goodyear en hield zelf 25% in handen. Dunlop wordt in Europa geleid vanuit Brussel. Het Amerikaanse gedeelte wordt geleid door Goodyear, vanuit Akron, Ohio.
In 2015 besloten Sumitomo Rubber en Goodyear de samenwerking in Dunlop Tyre na 16 jaar te beëindigen. De aandelenbelangen in de Dunlopbedrijven waarin beide ondernemingen participeerden werden uitgewisseld: Goodyear kocht het 25%-aandelenbelang van Sumitomo in Goodyear Dunlop Tires Europe en Sumitomo nam van Goodyear het 75%-aandelenbelang in Goodyear Dunlop Tires North America over. Sumitomo kreeg verder het recht Dunlop banden te verkopen aan Japanse automobielfabrikanten in de Verenigde Staten, Canada en Mexico.
Naamgever van het bedrijf is John Boyd Dunlop.